# Rhododendron molle
Azalée de Chine
Espèce
Synonymes
- Azalea japonica Gray[2]
- Azalea mollis var. glabrior Miquel ex Regel[2]
- Azalea mollis Blume[3]
- Azalea sinensis var. glabrior (Miquel) Maxim.[2]
- Rhododendron glabrius var. aureum (Wilson) Nakai[2]
- Rhododendron glabrius (Regel) Nakai[2]
- Rhododendron japonicum f. aureum Wilson[2]
- Rhododendron japonicum var. canescens Sugimoto[2]
- Rhododendron japonicum (A. Gray) Valcken.[2]
- Rhododendron molle subsp. japonicum (A. Gray) Kron (préféré par BioLib)[2]
- Rhododendron molle subsp. molle (préféré par GRIN)[3]
- Rhododendron molle var. japonicum (A. Gray) Makino[2]
- Rhododendron sinense var. rosea Ito[2]

Rhododendron molle (synonyme Azalea mollis), l'Azalée de Chine, est une plante ornementale de la famille des Ericacées.